# Криштоф Франциск Сапіга
Криштоф Франциск Сапіга гербу Лис (2 лютого 1623 — 5 вересня 1665) — крайчий великолитовський, стольник литовський, підстольник литовський, староста ошмянський, полковник королівський.

## Життєпис
Він був сином Фрідріха камергера Влодзимежа, братом Яна Фридерика, Томаша Казимира та Олександра Казимира. Батько Владислава Йосафата.
Навчався в Новодворській колегії в Кракові. 1638 року розпочав навчання в Краківській академії, після чого продовжив навчання в Болоньї (1641).
Після повернення до Польщі став придворним Владислава IV, а після його смерті — Яна Казимира. Брав участь у битві під Жовтими Водами, де, можливо, потрапив у полон. Брав участь у посольстві Адама Киселя до Хмельницького. Брав участь у битві під Пилявцями. 1649 року він зупинявся зі своїм козацьким загоном під Зборовом. 1651 року брав участь у битві під Берестечком і Білою Церквою. 1652 року не встиг на поле бою під Батогом, що врятувало його корогву. 1653 року за наказом Чарнецького брав участь у боях з військами Івана Богуна. У січні 1654 року в прикордонних боях потрапив у турецький полон, з якого викупився у жовтні 1654 року.
Восени 1655 р. він воював з московською армією, беручи участь, серед ін. під час оборони Брест-Литовська та невдалої битви під Вержховицями. Важко сказати, чи правдиві записи про прийняття Криштофом Францішеком шведської протекції в жовтні 1655 р. та його участь у дебатах Тишовецької конфедерації в грудні 1655 р. У лютому 1656 року він був посланий гетьманом Сапєгою для наступу на Тикоцин. Завдяки переважаючим силам Богуслава Радзивілла, який ішов на допомогу, він відступив, втративши ар'єргард. Брав участь у розгромі війська Богуслава Радзивілла в битві під Яновом. Разом із військом гетьмана Сапєги блокував військо Кароля Густава в розрізі Вісли та Сяну, захопив Люблін (9–12 квітня) та Варшаву (28–30 липня). Під час кампанії 1657 року проти Єжи Ракоці він кілька місяців командував усією литовською армією.
У березні 1658 р. за заслуги отримав у трирічну оренду підстолійство Литовське, а також Більське староство та лісництво. На сеймі 1658 р. захищав інтереси литовського війська, серед якого мав велику підтримку. Восени 1658 року брав участь у поході на Москву. 4 січня 1659 р. отримав повну столярню литовську.
Депутат Березько-Литовського сеймику до Надзвичайного сейму 1658 р. та Надзвичайного сейму 1662 р. Депутат Луцького сеймику на Надзвичайному сеймі 1658 р. та Надзвичайному сеймі 1662 р. Посол ошмянський на звичайному сеймику 1664/1665 рр., слонімський — на надзвичайному сеймику 1665.
1660 року він знову воює з московитами, беручи участь у переможній битві під Полонкою. Надісланий гетьманом Сапєгою після втечі Івана Хованського, армію якого йому вдалося розбити 31 жовтня. У грудні 1660 р. був посланий до короля з метою виплати заборгованої плати та передачі війську маєтків покійного Януша Радзивілла. Він перебував у короля в січні 1661 року, але йому не вдалося досягти своєї мети.
22 липня 1661 року отримав посаду маршалка великого литовського. На сеймі 1662 року був призначений комісаром від депутатського кола для оплати війську Великого князівства Литовського.
Брав участь у війні з Москвою 1661 р., зокрема під час облоги Ковна в грудні 1661 р.
1662 року був членом сейму, брав участь у роботі скарбової комісії у Вільні. 1663 року він намагався отримати польну булаву, але стосунки між Яном Казимиром і Павлом Сапігою ставали все більш напруженими, що призвело до відсутності королівської підтримки для надання обох литовських булав родині Сапіг. Він був членом парламенту 1664 і 1665 років.
Похований у Вишницях.